# Harvest Moon: Frantic Farming
Harvest Moon: Frantic Farming è un videogioco puzzle della Natsume pubblicato per Nintendo DS e iOS il 25 agosto 2009. Durante l'E3 2011, la Natsume ha annunciato che il gioco sarebbe stato convertito per sistemi operativi Android durante l'estate 2011. Il gioco offre la possibilità di scegliere fra dodici personaggi giocabili ed una modalità multiplayer online per la versione DS.